# Ернест Рађен
Ернест Рађен (Бенковац, Хрватска, 1. март 1959), српски је кошаркашки тренер.  Тренутно је ангажован у свом кошаркашком кампу “Ернест Рађен” у Србији.

## Биографија
Ернест Рађен је започео кошаркашку каријеру 1970. године. У сезони 1977/78. одиграо је своју прву професионалну сезону у кошаркашком клубу КК Далвин из Сплита. Након две године одлази у Загреб где је играо у Кошаркашким клубовима Монтинг (сада Зрињевац) и  Загреб. Године 1984. је дипломирао на Универзитету у Загребу на Факултету за физичко образовање, а 2012. године магистрирао на Алфа Универзитету на Факултету за спортски менаџмент, теза: „Карактеристике скаутинга у модерној кошарци“.

## Тренерска каријера

### Клубови
Рађен је тренерску каријеру започео 1990. године ангажовањем у у кошаркашкој школи у Хрватској у Задру. У току 1991. године постављен је за директора омладинских селекција Кошаркашког клуба Војводина из Новог Сада као главни тренер јуниорског тима и главни тренер другог тима. Са јуниорским тимом освојио је шампионат Србије. За главног тренера јуниорског тима КК Војводина постављен је 1992. године. У току сезоне 1994/95. године био је директор омладинских селекција и помоћни тренер сениорског тима КК Војводина који је играо у Купу Радивоја Кораћа. Наредне сезоне био је помоћни тренер KK Војводина са главним тренером Гораном Миљковићем. Такође, радио је на физичкој припреми играча.
У сезони 1996/97. године ангажован је на месту помоћног тренера КК Беочин са Гораном Миљковићем, а такође је радио и на физичкој припреми играча. 1997/98. године био је помоћни тренер КК НАП-Нови Сад, директор омладинских селекција и директор за физичку припрему. Јуниорски тим је играо финале Првенства Југославије. У току 1998/99. године био је помоћни тренер КК Арис из Солуна са Соулисом Маркопоулосом и Зви Серфом. Истовремено је радио и као директор физичке припреме и тренер за селектовање младих перспективних играча. 1999/2000. године био је помоћни тренер Ариса са Соулисом Маркопоулосом, а у периоду од 2000. до 2006. године са тренерима Александрисом, Јатзоглуом, Минићем и Бартоном. У сезони 2003/04. године освојио је Фиба куп у Солуну са главним тренером Александрисом, а 2004/05. године Грчки куп у Ламији са главним тренером Бартоном.
Као технички саветник у КК „Мент“ из Солуна радио је 2006/07. године, а исте сезоне потписује уговор са КК ПАОК из Солуна где је ангажован на месту помоћног тренера и директора физичке припреме играча. У сезони 2008/09. године враћа се у Србију где је био помоћни тренер КК Војводина са Миланом Минићем и Владом Ђуровићем. Исте сезоне постаје и главни тренер КК Војводина. Наредне сезоне поново се враћа у Грчку где је био помоћни тренер КК ПАОК и директор физичке припреме. У сезони 2010/2011. године прелази у Турску где је био помоћни тренер женског тима Фенербахче и директор физичке припреме. Тим је освојио првенство Турске и Куп председника.
Од сезоне 2011/2012. године прелази у Кину  где је био ангажован на месту директора физичке припреме у мушкој јуниорској репрезентацији у Шандонгу. Јула и августа 2012. године био је и помоћни тренер и тренер физичке припреме у репрезентацији Мађарске. 2012/2013. године био је помоћни тренер и тренер физичке припреме у КК "Shandong Gold Lions". У плеј-офу тим је освојио друго место у ЦБА (CBA - China Basketball Association) лиги. У току 2012/2013. године био је помоћни тренер репрезентације провинције Шандунг, тим је освојио бронзану медаљу на Олимпијади у Кини.
Од 2013. године до 2015. године био је главни тренер и тренер физичке припреме у КК "Jiangsu Dragons" (CBA), а од 2015. до 2018. године технички саветник у КК "Qingdao Eagles" (CBA), да би у току сезоне 2018/2019. године био је главни тренер и тренер физичке припреме у КК "Qingdao Eagles".
У току 2019/2020. године био је помоћни тренер у КК "Shandong Golden Stars",  као и ментор и тренер у Кошаркашкој Академији “Laszlo Ratgeber” у Мађарској. Наредне сезоне постаје помоћни тренер и ментор за физичку припрему у КК "Shanghai Sharks", а у сезони 2021/2022. године био је помоћни тренер и ментор за физичку припрему у КК "Shandong Golden Stars". Помоћни тренер у КК "Beijing Ducks" постаје 2022. године,  а наредне сезоне и главни тренер. 

### Кошаркашки кампови
Организовао је и био директор “Nikos Gallis” кампа у периоду од 2000. до 2007. године у Пефкохорију у Грчкој Такође је радио и у многим другим камповима као тренер – “Messaggero Roma“ (1991), ПАОК Солун (2005, 2006, 2009), Атина (2003). Радио је као тренер и главни координатор у кошаркашком кампу “Hidayet Türkoğlu” у Истанбулу (2011.). Од 2023. године је организатор и сувласник Кошаркашког кампа Ернест Рађен у Србији.

### Остали кошаркашки послови
Објавио је неколико стручних литература (Физичко образовање, Кинезиологија, Coach GR, Coach-Србија). Koaутор је кошаркашке књиге: “Multi-practice“ са дриловима које је лично створио и које користи у тренерској каријери.  Такође је већ осам година предавач за тренере кошаркашке лиге у Кини у области кошарке и физичке припреме. Ментор у “Ratgeber” кошаркашкој академији.  Редован је члан и предавач бројних кошаркашких семинара у Београду, Новом Саду, Солуну и Атини. 

## Успеси

### Клупски
- Победник Српске јуниорске лиге (1994.), као главни тренер;
- FIBA куп шампион (2003-2004.), као помоћни тренер;
- Шампион Купа Грчке (2004-2005.), као помоћни тренер;
- Вицешампион CBA (2012–2013.), као помоћни тренер;
- Треће место на Олимпијади у Кини (2013.), као помоћни тренер.